# Ангела Пискерник
Ангела Пискерник (на словенски: Angela Piskernik; 27 август 1886, Айзенкапел-Фелах – 23 декември 1967, Любляна) е австрийско-югославски ботаник и консервационист.

## Биография
Ангела Пискерник е родена в град Бад Айзенкапел (на словенски език известен като Железна Капла) в Южна Каринтия, който тогава е в Австро-Унгария и остава след разпадането на империята и края на Първата световна война в състава на Австрия. Завършва докторат по ботаника във Виенския университет през 1914 г. Сред нейните учители е Ханс Молиш. Впоследствие тя получава степени в областта на анатомията и физиологията на растенията. След това Пискерник работи в провинциалния музей в Любляна и преподава в различни средни училища.
Чувствайки се принадлежаща на словенската нация, Пискерник участва активно в Каринтския плебисцит и в клуба на мигрантите. През 1943 г. е затворена в нацисткия концентрационен лагер Равенсбрюк. Пискерник е спомената в автобиографичния роман Engel des Vergessens на австрийската писателка Мая Хадерлап.
След края на Втората световна война Ангела Пискерник става директор на Словенския природонаучен музей в Любляна и работи в Службата за опазване на природата. По-специално тя участва в работата по обновяване и опазване на Алпийската ботаническа градина Юлиана и Триглавския национален парк. Тя е повлияна от италианския природозащитник Ренцо Видесота.
През 60-те години Пискерник ръководи югославската делегация в Международната комисия за защита на Алпите (CIPRA) и предлага създаването на транснационален природен парк с Австрия в Савинските Алпи и Караванке. Този проект обаче не е изпълнен. Днес тази територия е част от Зеления пояс на Европа. Ангела Пискерник умира на 23 декември 1967 г. в Любляна.

## Трудове
- Jugoslovansko-Avstrijski visokogorski park (predlog za zavarovanje) (1965), Varstvo narave 4, pp. 7 – 15